# Sarah Weeks

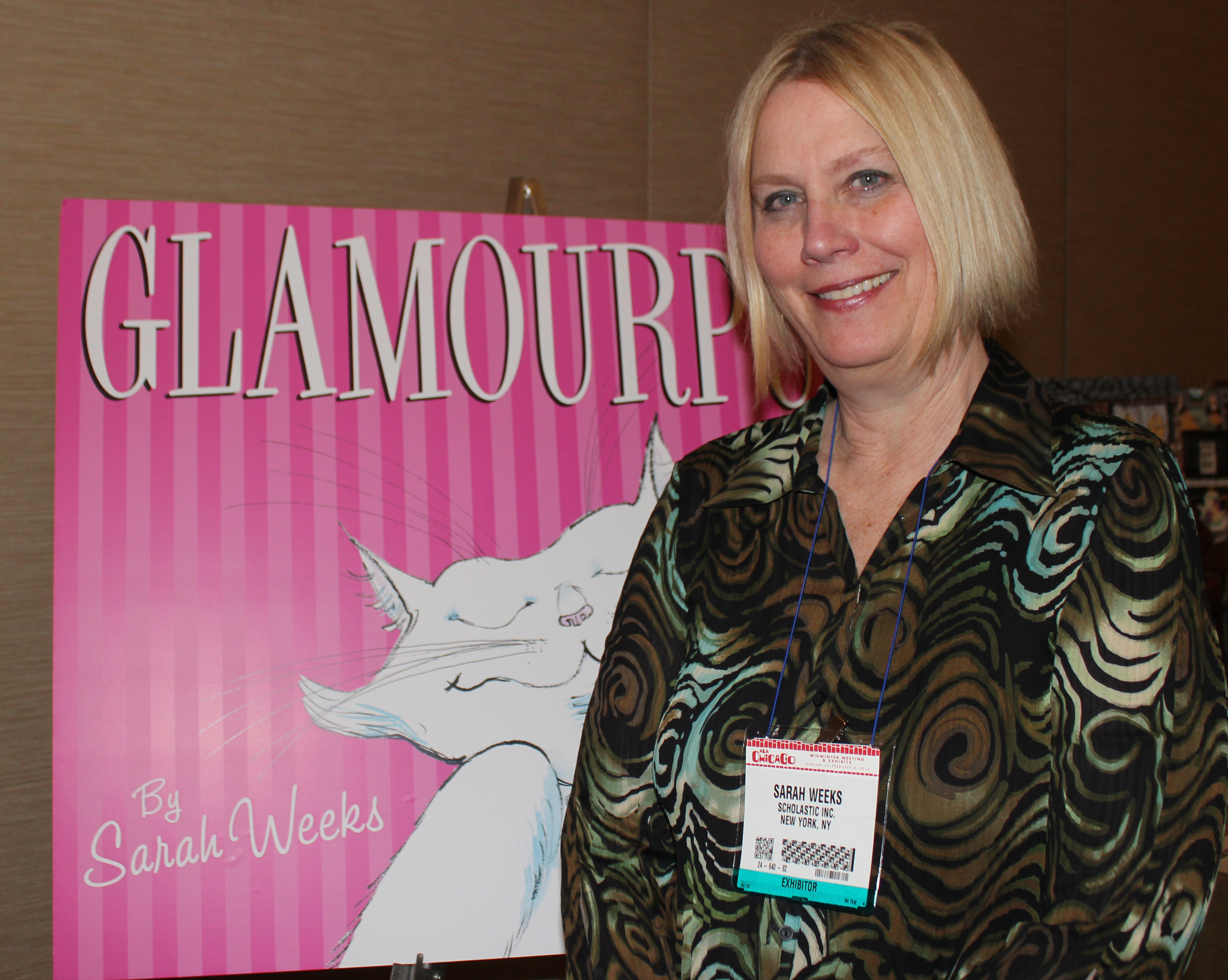
Sarah Weeks.

Sarah Weeks (* 18. März 1955 in Ann Arbor) ist eine US-amerikanische Kinderbuchautorin.
Sarah Weeks verfasst Bilderbücher, Kinderbücher und inhaltlich anspruchsvolle Literatur für ältere Kinder. Mehrere ihrer Bücher wurden ausgezeichnet, so erhielt So B. It im August 2005 den Literaturpreis Luchs des Monats und war 2006 für den Deutschen Jugendliteraturpreis nominiert.
Sie schrieb Lieder für die Sesamstraße, für die Olsen Twins und für den Disney-Trickfilm Pooh’s Grand Adventure. Heute lebt sie als Sängerin, Liedermacherin und Autorin gemeinsam mit ihren beiden Söhnen in New York.
Sarah Weeks gründete 2006 die Gruppe A.R.T. (Authors Readers Theatre), deren Mitglieder Avi, Sharon Creech, Walter Dean Meyers, Pam Munoz Ryan, Richard Peck und sie selbst sind.

## Werke und Auszeichnungen
- SOOF, 2018 (dt. "Aurora und die Sache mit dem Glück")
- Save me a seat, 2016
- HONEY, 2015
- PIE, 2013
- As simple as It Seems, 2011
- Jamies Glück, 2007

- Lektorix Juni 2007

- Jumping the Scratch, 2006
- I’m a Pig, 2005
- So B. It, 2004 (dt. So B. It. Heidis Geschichte)

- Empfehlungsliste Silberne Feder 2007
- Luchs des Monats 222, August 2005
- Buch des Monats August 2006 des Instituts für Jugendliteratur
- ALA Best Books for Young Adults 2005

- Beware of Mad Dog!, 2004
- Get Well Soon, Or Else!, 2004
- Without You, 2003
- Two Eggs, Please, 2003
- Guy Wire, 2002
- Angel Face, 2002
- My Somebody Special, 2002
- My Guy, 2001 (dt. Eddy, total normal)
- If I Were a Lion, 2001
- Guy Time, 2000 (dt. Eddy und die Mädchen)
- Regular Guy, 1999 (dt. Eddy und sein bester Freund)
- Mrs. McNosh Hangs Up Her Wash, 1998
- Follow the Moon, 1995
- Crocodile Smile, 1994